# Gmina Lovreć
Gmina Lovreć (chorw. Općina Lovreć) – gmina w Chorwacji, w żupanii splicko-dalmatyńskiej. W 2011 roku liczyła 1699 mieszkańców.

## Miejscowości
Gmina składa się z następujących miejscowości:
- Dobrinče
- Lovreć
- Medovdolac
- Opanci
- Studenci